# ハロー!サンディベル
『ハロー!サンディベル』は、1981年3月6日から1982年2月26日まで、テレビ朝日系列で全47話が放送された、東映動画制作のテレビアニメ。
放送時間は、番組開始から1981年9月18日放送分（第27話）までは毎週金曜19:00 - 19:30、同年10月2日放送分（第28話）以降は同19:30 - 20:00（いずれもJST）。

## 概要
少女サンディベルの成長を描いた、少女向けアニメーションである。
『キャンディ・キャンディ』に端を発する前3番組にて、チーフアニメーターを務めていた進藤満尾に代わり、本作品ではOHプロダクション出身の柳瀬譲二が起用され、後述の通りキャラクターデザインも行っている。前作（魔法少女ララベル）のような魔法を使う設定ではなく、純粋にひとりの少女の成長を描いた作品となっている。
サンディベル役の山本百合子は本作品が声優デビュー作であり、挿入歌の歌唱も手がけた。山本は最初は主題歌及び副主題歌のオーディションを受けていたが不合格となり、声の出演として合格している。
ストーリーの構成上、スコットランドを主な舞台とした「スコットランド編」、ロンドンを主な舞台にした「ロンドン編」、新聞記者となりヨーロッパを回る「記者編」の3つのパートに分けることが出来る。

## キャラクターデザイン
本作品のキャラクターは、挿絵作家として知られる桜井誠の原案を元にしており、番組放送前に発表されたアニメ用のキャラクターデザインは原案により近いものとなっている。その後放映開始直前に、よりアニメ的なアレンジを加えたものが決定稿として再度作成されているが、すでに初期のキャラクターデザインに基づいて作画に入っていた数話については、あとから修正作業を行ったため、初期デザインの面影が見られる。また、番宣ポスターやキャラクター商品のパッケージ用に作成されたイラストも変更が間に合わず、いずれも初期デザインに準拠したものとなっている。
サンディベルの作品世界の中では、12歳から16歳への4年間が描かれている。そのためストーリーの進行と時間の経過に伴っての、サンディベルと周囲のキャラクターの成長を反映する形で、柳瀬によって何度もキャラクターデザインが改訂されている。

## サンディベル号
サンディベルが作中で実際にサンディベル号に乗って旅をするのは、番組後半の記者編になってからである。
ロンドン編でも数回登場するが、その時点ではまだ内外装が完成しておらず、カンカンの開発した「アイデアカー」という名前で呼ばれていた。デザインはスポンサーのポピー側で行われたようで、ポピーは放映当初から主力商品として「サンディベルカー」という名前で商品を発売していた。商品としては大小2つのサイズがあり、大サイズはボディを展開してサンディベル人形と一緒に遊べる大きなサイズのものであり、また小サイズは「ポピニカ」の名称こそないがボディがダイキャスト製だった。またポピーではプロモーション用にトヨタ・ハイエースを改造した実車の「サンディベル号」も製作され、CMにも登場している。
この事からもわかるように、ポピーは『ハロー!サンディベル』という作品を放映前にはかなり重視していたようである。しかし、ほぼ同時期にスタートした『Dr.スランプ アラレちゃん』が予想外のヒットとなり、ポピーのキャラクター商品の開発がそちらにシフトしたため、本作品関連の商品展開は縮小されることとなり、後半の記者編に至っては放映当初から発売されていた「サンディベルカー」を除き、全くアイテムが発売されなかった。

## あらすじ
「スコットランド編」（1話 - 14話）
イギリス、スコットランドの片田舎に住む12歳の少女、サンディベル＝クリスティー。彼女の12歳の春から物語は始まる。厳格だが優しい父、レスリー＝クリスティーの元で、彼女は町の人気者として明るく元気に成長していく。町の近くに別荘を持っていた伯爵夫人と、その息子マーク＝ブランチ＝ウェリントンとの出会い。マークにほのかな恋心を抱くサンディベル。だがやがて伯爵夫人の突然の死とマークの失踪、そして父レスリーの死と辛い出来事に続けて出会うこととなる。父レスリーは死ぬ間際に、サンディベルが本当の娘ではなく、海難事故に遭ったときに嵐の海で赤ん坊の彼女を助け、自分の娘として育てることにしたという事実を伝えた。
「ロンドン編」（15話～24話）
育ての父、レスリー＝クリスティーの死後、サンディベルは彼の遺言にしたがってロンドンにあるレスリーの親友、カンカンことカーン＝ロンウッドが経営するロンウッドニュース社に住み込むこととなる。そこでのカンカンの妻オナー夫人とその娘エバとの確執と和解、パートナーとなるリッキー＝ケントルとの出会い、そして身の回りに起こるさまざまな出来事を通じ、彼女は次第に新聞記者になる夢を持ち始める。そして15歳となった夏、彼女は念願の新聞記者となり、旅立った。
「記者編」（25話～47話）
夢がかない、ロンウッドニュース社の特派記者となったサンディベル。取材用の特装車「サンディベル号」に乗り、リッキーやオリバーと共にヨーロッパ各地を回りながら、さまざまな事件や、それに付随する人間模様と出会い、さらに成長していく。そして、あるきっかけから死んだと思っていた母親の生存の可能性を知り、母親探しが旅のもう一つの目的となっていく。画家を目指す恋人マークと何度もすれ違いながらも、お互いの成長を確信してゆく。そして16歳の春にギリシャのルコシカ島にある孤児院のシスターとなっていた母親と巡り合い、画家として成功したマークともパリで再会することとなりついに大団円を迎える。

## 登場人物
サンディベル＝クリスティー
声：山本百合子
本作品の主人公。赤ん坊のとき海難事故にあい嵐の海でレスリー＝クリスティーに助けられ、厳しくも優しいレスリーを父とし、彼のもとで育てられ、明るく元気で積極的な女の子として成長した。なお、「サンディベル」という名は、嵐の海で遭難した時に母親がそう呼んでおり、本名である。
レスリーの死後、彼の遺言に従いロンドンに行き、ロンウッドニュース社に住み込み、苦労しながらも新聞記者を目指すようになる。そして晴れてロンウッドニュース社の特派記者となり、サンディベル号でヨーロッパ各地を回る事となる。記者としての活動の中で、母の生存を知り、再会を果たす事となる。髪型は、スコットランド編・ロンドン編はやや短めのツインテール、記者編では、2本に分けたお下げ髪が基本で、以前と同じツインテールや、ポニーテールの時もあった。シャワーシーンでは、ストレートヘアも披露した。トレードマークは右脚が赤、左脚が青のストライプの入った色違いの靴下で、全編を通し身に付けていた。母は白水仙のような人というイメージは母の形見である白水仙のイヤリングから来ている。
マーク＝ブランチ＝ウェリントン
声：塩沢兼人
ウェリントン伯爵家の一人息子。絵を描くのが趣味で、サンディベルと初めて出会った時は身分を隠し「花園のプリンス」と名乗っていた。しかしウェリントン伯爵家はかつては多くの財産を持っていたものの、事業の失敗により金策に行き詰まり、伯爵夫妻の事故死によって没落。マークは仕方なくキティと婚約するが愛のない結婚を嫌い、画家となるため放浪の旅に出る。辛い生活のため、一時は暗い絵を描くようになっていたが、やがて立ち直り、画商ルザンヌに見出されて、ヨーロッパ新人絵画展でグランプリを受賞し、夢を果たす。放浪中はサンディベルと何度もすれ違っており、再会したのは45話になってからだった。ラルシュ号の唯一人の生存者ローランを知っており、それがきっかけでサンディベルの母親捜しに大きな貢献をした。43話でキティと正式に婚約解消をし、晴れてサンディベルと将来を約束する関係となる。
レスリー＝クリスティー
声：金内吉男
若い頃はロンドンの名門校の優秀な教師として将来を嘱望されていたが、嵐の海で赤ん坊のサンディベルを助け、彼女を育てる決心をしたことから、その学校を辞め、スコットランドの小さな町の教師となりサンディベルを育てた。心臓に持病があり、それが元でサンディベルが12歳のクリスマスの夜明けに、息を引き取る。自分が死んだら、ロンドンの親友、カーン＝ロンウッドの許に行けという遺言を残す。
カーン＝ロンウッド
声：村越伊知郎
すぐカッとなることから通称「カンカン」と呼ばれている。ロンドンのイーストエンドにある小さな新聞社「ロンウッドニュース社」を経営している。15話で「養子」であることが明言されているため、ロンウッドが本来の姓であるかは不明。レスリーの親友であり、嵐の海で一緒にサンディベルを助けた事から、レスリーに何かあったときはサンディベルの面倒を見る約束をしていた。「サンディベル号」の開発者であり、メカニックとしてもかなりの技術を持っていると思われる。新聞記者になるというサンディベルをロンウッドニュース社の特派記者に任命し、編集長として彼女に的確な指示を出すと共に、ヨーロッパ各地から送られてくる記事で新聞を発行していた。当初は恐妻家でオナー夫人に頭が上がらなかったが、サンディベルの登場により徐々に夫婦関係が改善していった。
リッキー＝ケントル
声：松島みのり
ロンウッドニュース社の近くにある教会の孤児院で育てられていた少年。ロンドンに出て来たサンディベルと出会い、人間的に大きく成長する。サンディベルのことを「兄貴分」として慕っており、サンディベルが特派記者となった後は、助手として同行することとなる。
リンダ＝エドワード
声：坪井章子
サンディベルの実の母親。駆け落ち同然でエドワード家を出奔し、苦労しながらもフランスで幸せな生活を送っていた。嵐の海で夫を失いサンディベルと離れ離れになり、記憶喪失のまま密輸船に救助され、最終的にはギリシャの「ルコシカ島」にある教会の養護院でシスターとして孤児たちの世話をしていた。サンディベルと会った当初は記憶を失ったままだったが、やがて記憶を取り戻し、サンディベルと母娘の対面を果たす。スコットランドに行き、レスリーの墓参りをした後は、再びルコシカ島に戻り、孤児たちの世話を続けている。
ローレンス＝エドワード
声：田中崇
レスリーが入院していた時隣の病室に入院していた男性。当初はやや人間嫌いだったがサンディベルと出会い心を開くようになる。その後は、陰からサンディベルを見守り、大事な局面では常にサポート役となる。実はリンダの弟であり、サンディベルの叔父に当たることが最後に判明する。
キティ＝シアラー
声：小山茉美
イギリスの財閥「シアラー商会」の一人娘。プライドが高く、気が強い。マークが好意を寄せているサンディベルに強いライバル意識を抱いており、サンディベルが新聞記者になった後は、自分も対抗してニューロンドンプレスの記者となる。マークに対しては、当初は政略結婚の相手として接していたが、やがて本当にマークの事を愛するようになり、ウェリントン伯爵家の没落後もずっとマークの事を想っていた。マークから婚約解消を言われた時、激しいショックを受けたが、そのときに彼女の気持ちを受け止めてくれたアレックの意外な一面を知り、やがて彼と婚約する。
シアラー氏
声：北川米彦
イギリスの財閥「シアラー商会」の会長。事業に成功し、大金持ちとなっていたが、成金と見られるのを嫌い、相応の社会的地位を得るため内情の苦しいウェリントン伯爵家に接近、一人娘のキティと伯爵家の一人息子マークを婚約させる。しかし、画家となるためにキティとの婚約解消を申し出たマークに対し、画家としての才能を見抜き、「会社の経営は、画家の片手間ではできない」と即座に承諾するなど、経営者としては確かな目を持っている。ちなみに得意な言葉は「よっしゃ、よっしゃ」である。
アレック＝ピーターソン
声：森功至
フリーのジャーナリスト。新聞記者として活動を始めたサンディベルやキティと、ある時は協力し、ある時はライバルとして行動する。自分の腕と、ペン1本で生きてゆく自信と才能を持っている。また武術の腕も立ち、サンディベルやキティの危機を何度も救っている。麻薬中毒だった父から、幼い頃、母や妹共々虐待を受けたため、麻薬組織を特に憎んでいる。マークとの婚約を解消したキティの気持ちを受け止めてやり、彼女と婚約することとなる。
スカパン
声：寺田誠
新聞記者となったキティの助手兼お目付役として行動を共にする。自称名カメラマンで「フラッシュ＝スカパン」と名乗っている。いわゆるギャグメーカーとしての役回りが強い。
ウェリントン伯爵夫人
声：佐久間あい
マークの母。深い愛情を持ち、サンディベルにも慕われる存在であった。夫人からもらった白水仙でサンディベルは「ママの花園」を作った。経営の芳しくない伯爵家の建て直しに努力していたが、志ならず交通事故で死去する。サンディベルは伯爵夫人に、会ったことのない母親のイメージを重ねていた。
チャールズ
声：塩屋翼
仲間のジョージ（声：島田敏）、デービッド（声：龍田直樹）と共にサンディベルと何かと張り合うが、実はサンディベルに好意を持っていた。サンディベルがスコットランドを離れた後は、サンディベルに代わり「ママの花園」の世話をしてくれていた。
オナー＝ロンウッド／オナー夫人
声：山本圭子
カーン＝ロンウッド（カンカン）の妻。突然やって来たサンディベルを疎ましく思い、追い出そうとするが、サンディベルを引き取るのは、結婚前からの約束だったというカンカンの言葉にしぶしぶ承諾する。その後もサンディベルを敵視し、辛く当たるが、彼女の明るい性格に徐々に心を開いてゆき、24話で和解、以後は優しい性格となる。
エバ＝ロンウッド
声：中野聖子
ロンウッドの一人娘。当初はサンディベルと仲が悪かったが、ヨットで漂流したときにサンディベルに助けられ、和解する。やがて女医を目指し、セントヒル女学院に進学する。
スコット夫妻
声：佐藤正治・麻生美代子
クリスティー家の隣に住んでおり、父子家庭のクリスティー家の面倒をよく見てくれた。レスリーの死後、サンディベルに自分たちの養子にならないかと申し出る。サンディベルがロンドンに出てからは、無人となったクリスティー家を管理してくれていた。
アリス
声：川浪葉子
リッキーと同じ教会にいる少女。ロンドン編ではサンディベルと一緒に行動することが多かった。
ジュリアン＝ブルックス
声：鵜飼るみ子
リッキーと同じ教会出身で、デザイナーになるためパリに渡ったが、なかなか芽が出ないまま挫折しかかっていた。マークのスケッチを盗作し、ファッションコンクールで特選を受賞するが、最終的にはそれを潔しとせず、受賞を辞退した。
オリバー
元々はスコット夫妻の飼い犬であったが、サンディベルによく懐き、ロンドンへ行ったサンディベルの後を追って合流する。新聞記者になったサンディベルにも同行し、彼女の取材に大きく貢献する。ちなみに犬種はコリーとスコットランドシープドッグのミックス。
なお松島みのりは本編のナレーションも担当していた。

## スタッフ
- 企画 - 春日東、荻野宏（旭通信社）、山口康男（東映動画）
- 原作 - 神保史郎
- キャラクター原案 - 桜井誠
- 音楽 - 渡辺岳夫
- キャラクターデザイン - 柳瀬譲二
- 美術デザイン - 伊藤英治
- チーフディレクター - 設楽博
- テレビ朝日プロデューサー - 碓氷夕焼
- 編集 - 祖田登美夫
- 録音 - 蔵本貞司
- 効果 - 横山正和
- 選曲 - 宮下滋
- 記録 - 樋口裕子
- 現像 - 東映化学
- 制作 - テレビ朝日、旭通信社、東映動画

## 主題歌
オープニングテーマ - 「ハロー!サンディベル」
作詞 - 三浦徳子 / 作曲 - 渡辺岳夫 / 編曲 - 久石譲 / 歌 - 堀江美都子、ザ・チャープス
エンディングテーマ - 「白い水仙」
作詞 - 三浦徳子 / 作曲 - 渡辺岳夫 / 編曲 - 久石譲 / 歌 - 堀江美都子、こおろぎ'73

### LPレコード
副題「うたのおくりもの」
- 作詞 - 三浦徳子（1・4・6・10）神保史郎（2・3・5・7）碓氷夕焼（8・9）
- 作曲 - 渡辺岳夫 編曲：久石譲（6・9のみ作曲編曲：久石譲）
- 歌 - 堀江美都子、ザ・チャープス（1・2・3・9）、堀江美都子（4・5）
- 歌 - 堀江美都子、こおろぎ'73、コロムビアゆりかご会（6）
- 歌 - 山本百合子（7）、 岩渕まこと（8）
- 歌 - 堀江美都子、こおろぎ'73（10）

1. ハロー!サンディベル
2. ゆめみてワルツ
3. サンディベル号にのって
4. 風に負けないで
5. あの人がママなら
6. ビバ!!サンディベル
7. いまになって…
8. きみとまたあう日まで
9. しあわせをあなたに
10. 白い水仙

1981年6月に日本コロムビアより発売。イントロや曲の間には、サンディベルやマークの短いお話が入っている。収録曲のうち、「サンディベル号にのって」が第25話、「ゆめみてワルツ」が第30話で挿入歌として使用されている。CD化はされていない。

### 音楽CD
〈ANIMEX 1200シリーズ〉(30) テレビオリジナルBGMコレクション 「ハロー!サンディベル」
2003年9月にコロムビアミュージックエンタテインメントより発売。放送当時にLPで発売されていたテレビオリジナルBGMコレクション 「ハロー!サンディベル」をCD化したもので、堀江美都子が歌う主題歌TVサイズも収録。

## 放送リスト
| 話 | 放送日        | サブタイトル                         | 脚本     | 演出                | 作画監督   | 美術              |
| -- | ------------- | ------------------------------------ | -------- | ------------------- | ---------- | ----------------- |
| 1  | 1981年 3月6日 | あの子は緑の風の中                   | 城山昇   | 設楽博              | 石黒育     | 伊藤英治          |
| 2  | 3月13日       | ママの花園                           | 城山昇   | 福島和美            | 木場田実   | 伊藤英治 辻忠直   |
| 3  | 3月20日       | 白水仙の待つ丘                       | 城山昇   | 古沢日出夫          | 永木龍博   | 山口俊和          |
| 4  | 3月27日       | 花園のプリンス                       | 曽田博久 | 山本寛己            | 鹿島恒保   | 中野一朗          |
| 5  | 4月3日        | 逃げ出したプリンス                   | 曽田博久 | 生頼昭憲            | アベ正己   | 山本善之          |
| 6  | 4月10日       | ときめきのデートは水の中             | 城山昇   | 遠藤勇二            | 大鹿日出明 | 山口俊和          |
| 7  | 4月17日       | スケッチ旅行の罠                     | 曽田博久 | 古沢日出夫          | 石黒育     | 中野一朗          |
| 8  | 5月1日        | 誕生パーティーの夜                   | 曽田博久 | 福島和美            | 伊東誠     | 山本善之          |
| 9  | 5月8日        | 別れは突然に                         | 城山昇   | 遠藤勇二            | 木場田実   | 山本善之          |
| 10 | 5月15日       | 雨の夜の出来事                       | 城山昇   | 山本寛己            | 永木龍博   | 山口俊和          |
| 11 | 5月29日       | 秋風に揺れる花                       | 城山昇   | 生頼昭憲            | 鹿島恒保   | 山本善之          |
| 12 | 6月5日        | 激流に叫ぶ声                         | 城山昇   | 古沢日出夫          | 松本清     | 中野一朗          |
| 13 | 6月12日       | 生命ひとつ雪の夜空に                 | 城山昇   | 遠藤勇二            | 大鹿日出明 | 山口俊和          |
| 14 | 6月19日       | さようなら森と湖の故郷               | 城山昇   | 案納正美            | 川端宏     | 山本善之          |
| 15 | 6月26日       | ロンドンの第一夜                     | 曽田博久 | 福島和美            | 伊東誠     | 伊藤英治 山口俊和 |
| 16 | 7月3日        | つらい涙は屋根裏部屋で               | 曽田博久 | 生頼昭憲            | 木場田実   | 山口俊和          |
| 17 | 7月10日       | 荒海がのんだ両親の秘密               | 曽田博久 | 設楽博              | 永木龍博   | 伊藤英治 丸森俊昭 |
| 18 | 7月17日       | 引き裂かれた思い出の絵               | 曽田博久 | 遠藤勇二            | 柳瀬譲二   | 山口俊和          |
| 19 | 7月24日       | 活字をぬすんだ怪盗                   | 曽田博久 | 古沢日出夫          | 松本清     | 影山仁            |
| 20 | 7月31日       | 波間に消えた憎しみ                   | 城山昇   | 福島和美            | 大鹿日出明 | 山口俊和          |
| 21 | 8月7日        | 再会の故郷に雪が降る                 | 城山昇   | 生頼昭憲            | 木場田実   | 影山仁            |
| 22 | 8月14日       | 犬が運んだマークの手紙               | 城山昇   | 遠藤勇二            | 永木龍博   | 山口俊和          |
| 23 | 8月21日       | 小さな記事の大きな波紋               | 曽田博久 | 古沢日出夫          | 木場田実   | 影山仁            |
| 24 | 8月28日       | 巣立ち行く夏の娘たち                 | 曽田博久 | 福島和美            | 伊東誠     | 山口俊和          |
| 25 | 9月4日        | レッツゴー! 花の少女記者             | 曽田博久 | 古沢日出夫          | 松本清     | 影山仁            |
| 26 | 9月11日       | ハチに追われて突撃取材               | 曽田博久 | 遠藤勇二            | 大鹿日出明 | 山口俊和          |
| 27 | 9月18日       | 鉄格子の中の特ダネ記者               | 城山昇   | 生頼昭憲            | 大塚多恵子 | 影山仁            |
| 28 | 10月2日       | うちあけられない父の正体             | 城山昇   | 福島和美            | 永木龍博   | 伊藤英治          |
| 29 | 10月9日       | 港に捨てられた赤ちゃんのゆくえ       | 城山昇   | 古沢日出夫          | 木場田実   | 影山仁            |
| 30 | 10月16日      | パリに生きる少女                     | 城山昇   | 勝間田具治 高垣幸蔵 | 伊東誠     | 秦秀信            |
| 31 | 10月23日      | ロマンスの終りを告げる鐘             | 曽田博久 | 遠藤勇二            | アベ正己   | 影山仁            |
| 32 | 11月6日       | パリの地下水道は愛の迷路             | 曽田博久 | 古沢日出夫          | 松本清     | 丸森俊昭          |
| 33 | 11月13日      | マークを狙うシアラー家の陰謀         | 曽田博久 | 生頼昭憲            | 大塚多恵子 | 影山仁            |
| 34 | 11月20日      | ブドウ畑に帰って来た娘               | 曽田博久 | 遠藤勇二            | 大鹿日出明 | 秦秀信            |
| 35 | 11月27日      | あの人をママと呼べなくても           | 城山昇   | 古沢日出夫          | 木場田実   | 影山仁            |
| 36 | 12月4日       | アテネへの危険な同乗者               | 城山昇   | 遠藤勇二            | 永木龍博   | 秦秀信            |
| 37 | 12月11日      | 舟小屋に残されたマークの絵           | 曽田博久 | 生頼昭憲            | アベ正己   | 山口俊和          |
| 38 | 12月18日      | 盗まれたサンディベル号               | 城山昇   | 古沢日出夫          | 松本清     | 影山仁            |
| 39 | 12月25日      | マルセイユの危険な母さがし           | 曽田博久 | 設楽博              | 伊東誠     | 山口俊和          |
| 40 | 1982年 1月8日 | 港のボスの意外な告白                 | 曽田博久 | 生頼昭憲            | 大塚多恵子 | 影山仁            |
| 41 | 1月15日       | 拾われた子犬と脅迫状                 | 城山昇   | 遠藤勇二            | 大鹿日出明 | 山口俊和          |
| 42 | 1月22日       | ピレネー山麓にゆれるマークの心       | 曽田博久 | 古沢日出夫          | 永木龍博   | 影山仁            |
| 43 | 1月29日       | 嵐の中に立つマークの決意             | 曽田博久 | 生頼昭憲            | 木場田実   | 山口俊和          |
| 44 | 2月5日        | 再びつかんだ母のてがかり             | 曽田博久 | 遠藤勇二            | 松本清     | 影山仁            |
| 45 | 2月12日       | 母の手がかりを握る男                 | 城山昇   | 古沢日出夫          | 松本清     | 内川文広          |
| 46 | 2月19日       | 今、めぐり逢えた母は                 | 城山昇   | 遠藤勇二            | 大鹿日出明 | 影山仁            |
| 47 | 2月26日       | さようならサンディベル 幸せを永遠に! | 城山昇   | 設楽博              | 柳瀬譲二   | 内川文広          |

## 放送局
※放送日時は特筆の無い限り1981年11月中旬から12月上旬時点（福島中央テレビとテレビ愛媛については1981年9月中旬から10月上旬に放映された日時）、放送系列は放送当時のものとする。
| 放送地域       | 放送局             | 放送日時                                | 放送系列                                     | 備考                                                               |
| -------------- | ------------------ | --------------------------------------- | -------------------------------------------- | ------------------------------------------------------------------ |
| 関東広域圏     | テレビ朝日         | 金曜 19:00 - 19:30 → 金曜 19:30 - 20:00 | テレビ朝日系列                               | 制作局                                                             |
| 北海道         | 北海道テレビ       | 金曜 19:00 - 19:30 → 金曜 19:30 - 20:00 | テレビ朝日系列                               |                                                                    |
| 宮城県         | 東日本放送         | 金曜 19:00 - 19:30 → 金曜 19:30 - 20:00 | テレビ朝日系列                               |                                                                    |
| 長野県         | テレビ信州         | 金曜 19:00 - 19:30 → 金曜 19:30 - 20:00 | 日本テレビ系列 テレビ朝日系列                |                                                                    |
| 静岡県         | 静岡けんみんテレビ | 金曜 19:00 - 19:30 → 金曜 19:30 - 20:00 | テレビ朝日系列                               | 現：静岡朝日テレビ。                                               |
| 中京広域圏     | 名古屋テレビ       | 金曜 19:00 - 19:30 → 金曜 19:30 - 20:00 | テレビ朝日系列                               |                                                                    |
| 近畿広域圏     | 朝日放送           | 金曜 19:00 - 19:30 → 金曜 19:30 - 20:00 | テレビ朝日系列                               | 現：朝日放送テレビ。                                               |
| 広島県         | 広島ホームテレビ   | 金曜 19:00 - 19:30 → 金曜 19:30 - 20:00 | テレビ朝日系列                               |                                                                    |
| 香川県・岡山県 | 瀬戸内海放送       | 金曜 19:00 - 19:30 → 金曜 19:30 - 20:00 | テレビ朝日系列                               |                                                                    |
| 福岡県         | 九州朝日放送       | 金曜 19:00 - 19:30 → 金曜 19:30 - 20:00 | テレビ朝日系列                               |                                                                    |
| 岩手県         | 岩手放送           | 金曜 17:30 - 18:00                      | TBS系列                                      | 現：IBC岩手放送。                                                  |
| 秋田県         | 秋田放送           | 金曜 17:00 - 17:30                      | 日本テレビ系列                               | 1981年4月3日から放送                                               |
| 山形県         | 山形放送           | 火曜 17:30 - 18:00                      | 日本テレビ系列 テレビ朝日系列                |                                                                    |
| 福島県         | 福島中央テレビ     | 金曜 19:00 - 19:30                      | 日本テレビ系列 テレビ朝日系列                | 第27話まで放映。1981年10月に福島放送の開局に伴い、ANNを脱退。      |
| 福島県         | 福島放送           | 金曜 19:30 - 20:00                      | テレビ朝日系列                               | 第28話から放映。                                                   |
| 山梨県         | テレビ山梨         | 火曜 17:20 - 17:50                      | TBS系列                                      |                                                                    |
| 新潟県         | 新潟総合テレビ     | 月曜19:00-19:30→火曜 16:55 - 17:25      | フジテレビ系列 テレビ朝日系列                |                                                                    |
| 石川県         | 北陸放送           | 水曜 17:00 - 17:30                      | TBS系列                                      |                                                                    |
| 福井県         | 福井放送           | 水曜 17:20 - 17:50                      | 日本テレビ系列                               |                                                                    |
| 島根県・鳥取県 | 山陰放送           | 金曜 17:30 - 18:00                      | TBS系列                                      |                                                                    |
| 徳島県         | 四国放送           | 火曜 17:30 - 18:00                      | 日本テレビ系列                               |                                                                    |
| 愛媛県         | テレビ愛媛         | 水曜 17:25 - 17:55                      | フジテレビ系列                               | 途中で放映打ち切り。次番組は『アニメ親子劇場』（テレビ東京制作）。 |
| 高知県         | テレビ高知         | 木曜 17:00 - 17:30                      | TBS系列                                      |                                                                    |
| 長崎県         | 長崎放送           | 水曜 16:50 - 17:20                      | TBS系列                                      |                                                                    |
| 熊本県         | テレビ熊本         | 金曜 19:00 - 19:30                      | フジテレビ系列 日本テレビ系列 テレビ朝日系列 | 第27話までは同時ネット。                                           |
| 大分県         | テレビ大分         | 木曜 17:30 - 18:00                      | フジテレビ系列 日本テレビ系列 テレビ朝日系列 |                                                                    |
| 鹿児島県       | 鹿児島テレビ       | 金曜 17:45 - 18:15                      | フジテレビ系列 日本テレビ系列 テレビ朝日系列 |                                                                    |
| 沖縄県         | 沖縄テレビ         | 水曜 17:30 - 18:00                      | フジテレビ系列                               |                                                                    |